# Lajkovac
 Ovo je glavno značenje pojma Lajkovac. Za druga značenja pogledajte Lajkovac (razdvojba).
Lajkovac (ćirilično Лајковац) grad i središte istoimene općine u Republici Srbiji. Nalazi se u Središnjoj Srbiji i spada u Kolubarski okrug.

## Povijest
Gradić je nastao prolaskom prvog vlaka "Ćire" kroz ovo mjesto. Bilo je to 1908. godine kada je Lajkovac već bio određen za željezničku stanicu na pruzi Obrenovac-Lajkovac. Lajkovac je ubrzo i postao najveća željeznička stanica uskotračne pruge u Srbiji, na čvorištu za Čačak, Užice, Višegrad i Sarajevo, Valjevo, Aranđelovac i Beograd. Bio je Jugoslavija u malom, jer je nastanjen željezničarima sa svih strana Jugoslavije, pa je i imao katoličku crkvu za željezničare katolike.

## Stanovništvo
Prema popisu stanovništva iz 2002. godine u gradu živi 3.443 stanovnika.
| Etnički sastav 2002. |            |        |
| Narod                | Stanovnika | %      |
| Srbi                 | 3.351      | 97,32% |
| Romi                 | 25         | 0,72%  |
| Jugoslaveni          | 18         | 0,52%  |
| Makedonci            | 15         | 0,43%  |
| Crnogorci            | 3          | 0,08%  |
| Bunjevci             | 2          | 0,05%  |
| Hrvati               | 1          | 0,02%  |
| Slovenci             | 1          | 0,02%  |
| Ukrajinci            | 1          | 0,02%  |
| Nijemci              | 1          | 0,02%  |
| nepoznato            | 13         | 0,37%  |

| broj stanovnika | 1500  | 1683  | 2677  | 3044  | 3188  | 3428  | 3443  |
|                 | 1948. | 1953. | 1961. | 1971. | 1981. | 1991. | 2002. |

## Vanjske poveznice
- Općina Lajkovac